# Yucuita
Yucuita (ortografia mixteca: Yúku'ita, significa "fiore di collina" o "collina dei fiori") è un sito archeologico precolombiano situato nella municipalità di San Juan Yucuita, stato di Oaxaca. Venne fondato dai Mixtechi nel periodo Preclassico come villaggio agriculturale.
A causa della sua antichità, e anche a causa del fatto che venne abitato dal 1300 a.C. fino all'800 d.C., Yucuita è uno dei siti mixtechi maggiormente studiati dagli archeologi.

## Descrizione
Yucuita è a 86 km di distanza dalla città di Oaxaca.
I Mixtechi non avevano sviluppato un'arte che prevedesse grandi monumenti, ma in questo sito vi sono due complessi architettonici di interesse e che sono stati studiati dagli anni 30, quando Esteban Avendaño esplorò la zona nel 1933. Gli scavi più recenti risalgono al 1976-1980, effettuati dall'Istituto Nazionale di Antropologia e Storia (INAH).
Uno dei complessi era dedicato all'elite governante. È formato da una piattaforma costruita su un lato di una collina. La piattaforma sostiene ciò che rimane dei quartieri attorno a un patio centrale. Il secondo complesso era un centro cerimoniale, e di questo rimangono solo una parte della piattaforma e due muri lunghi. Un muro è lungo 70 metri e alto 4. A destra incontra un altro muro, lungo 52 metri. Sul lato nord del primo muro si trova una scalinata stretta che porta sulla piattaforma. Vicino alla scala si trova un tunnel stretto lungo 60 metri, che serviva come passaggio e come canale di scolo per l'acqua piovana.